# 내림대동맥
내림대동맥(descending aorta) 또는 하행대동맥(下行大動脈)은 인체에서 가장 큰 동맥으로, 대동맥의 일부이다. 내림대동맥은 대동맥활에서 시작하여 가슴과 배를 따라 아래로 내려간다. 내림대동맥은 해부학적으로 존재하는 위치에 따라 내림가슴대동맥과 배대동맥의 두 부분으로 나눌 수 있다. 배에서 내림대동맥은 골반과 최종적으로는 다리에 혈액을 공급하는 두 개의 온엉덩동맥으로 나누어진다.
동맥관은 태아 시기에 허파동맥과 내림대동맥을 연결한다. 동맥관은 이후 동맥관인대로 퇴화한다.

## 참고 문헌
이 문서는 현재 퍼블릭 도메인에 속하는 그레이 해부학 제20판(1918) page 598의 내용을 기초로 작성된 글이 포함되어 있습니다.
1. ↑  Rubin, Raphael; Strayer, David S., 편집. (2008). 《Rubin's Pathology: Clinicopathologic Foundations of Medicine》 5판. Philadelphia: Lippincott Williams & Wilkins. 442쪽. ISBN 9780781795166.
2. ↑  Naidich, David P.; Webb, W. Richard;  외., 편집. (2007). 《Computed Tomography and Magnetic Resonance of the Thorax》 4판. Philadelphia: Lippincott Williams & Wilkins. 100쪽. ISBN 9780781757652.